# Taserface (personaje)
Taserface es un personaje ficticio que aparece en los cómics estadounidenses publicados por Marvel Comics. Es un supervillano y un adversario recurrente de los originales Guardianes de la Galaxia.
Taserface aparece en varias formas de medios, como la película del Universo cinematográfico de Marvel Guardianes de la Galaxia vol. 2 (2017) y la serie animada de Disney+, What If... (2021) como una versión alternativa, interpretado por Chris Sullivan.

## Historial de publicaciones
Taserface apareció por primera vez en Guardianes de la Galaxia # 1 (junio de 1990), dibujado y escrito por Jim Valentino. Valentino declaró que su hijo Aaron Valentino, que tenía cinco años en ese momento, se le ocurrió el nombre. Jim pensó que el nombre era "un poco tonto... pero no peor que Pruneface, Clayface, Two-Face o cualquier otro personaje con la palabra cara como parte de su nombre".

## Biografía ficticia
Taserface es un explorador avanzado de los Stark y proviene de un planeta habitado por seres primitivos. Un día, un alijo de armaduras y tecnología creado por Tony Stark terminó en su planeta. Los habitantes se adaptaron rápidamente a la nueva tecnología, llamándose los Stark en honor a su ídolo, y procedieron a hacer un mal uso de su nuevo don para conquistar otros planetas.
Fue enviado al planeta Courg para vigilarlo y terminó luchando contra los Guardianes de la Galaxia. Después de su derrota fue torturado por su especie y le quitaron su nombre. Ahora con el nombre de Sin Nombre, su odio por los Guardianes creció.
Él suplica misericordia a la High Sister para la redención y recibe mejoras. Regresa con el nombre de Overkill después de ser transformado en un cyborg. Lucha contra Hollywood, una versión alternativa de Hombre Maravilla, y es derrotado fácilmente. Intenta detonarse a sí mismo en un plan de venganza de último minuto, pero Hollywood absorbe la explosión, matando solo a Overkill.

## Poderes y habilidades
Taserface posee cierto grado de invulnerabilidad debido a que es un cyborg. También tiene una amplia gama de armas a su disposición, incluidos rayos repulsores, sensores y armas Taser. También tiene la capacidad de absorber energía y redirigirla.

## En otros medios

### Televisión
Taserface aparece en el especial animado de Lego Marvel Super Heroes - Guardians of the Galaxy: The Thanos Threat, con la voz de Travis Willingham. Acompaña a Yondu y los otros Devastadores para robar la Piedra de Construcción de Ronan el Acusador.

### Universo cinematográfico de Marvel
Chris Sullivan interpreta a Taserface en medios ambientados en el Universo cinematográfico de Marvel. Esta versión es el lugarteniente de la facción de los Devastadores de Yondu Udonta. Además, se le describe como orgulloso de su nombre, creyendo que infunde miedo en los corazones de sus enemigos. Sin embargo, Rocket y el resto de los Devastadores se burlan de la ridiculez de su nombre.
- Taserface se presenta en la película de acción real Guardianes de la Galaxia vol. 2 (2017). Después de ser asignado oficialmente para dirigir la película Guardianes de la Galaxia (2014) y considerar a Taserface como "el personaje más tonto de todos los tiempos", el director James Gunn publicó en broma una foto de él en sus redes sociales. Más tarde aclaró que nunca presentaría al personaje en una película. Gunn más tarde cambió de opinión y, mientras creaba este personaje, sintió que Taserface se había nombrado a sí mismo. Por lo tanto, lo describió como "un verdadero idiota", pero también "un tipo muy poderoso".[10] Hablar sobre el aspecto del personaje en El arte de la película de Anthony Francisco, ilustrador de desarrollo visual, dice: "Me describieron que Taserface debía tener un aspecto muy aterrador, pero quiere que pienses que es el más genial. Lo traduje en la conceptualización de varias cosas que podría usar o agregar a su Ravager mono: cosas que él piensa que son rudas o interesantes. Pero, en última instancia, se está esforzando demasiado".[11] Sintiendo que Yondu "se está volviendo suave", Taserface lidera un motín en su contra y mata a cualquiera que todavía le sea leal. Después de que Kraglin ayuda a Yondu, Rocket y Groot a escapar de sus celdas de la prisión, Yondu mata a los Devastadores restantes y destruye el motor principal, lo que hace que la nave Devastadora explote. Mientras los cuatro escapan en una nave de escape más pequeña, Taserface contacta a los Soberanos para darles las coordenadas de Yondu antes de morir en la explosión.
- Aparece una versión alternativa de Taserface en la serie animada de Disney+, What If... (2021), en el episodio «¿Qué pasaría si... T'Challa se convirtiera en un Star-Lord?», con Sullivan retomando el papel.[12]

### Videojuegos
Taserface aparece como un personaje jugable en Lego Marvel Super Heroes 2.